# París-Roubaix 1962
La 60.ª edición de la París-Roubaix tuvo lugar el 9 de abril de 1962 y fue ganada por el belga Rik Van Looy, que la ganó el año anterior. Llegó en solitario a la línea de meta.

## Clasificación final
| Posición | Ciclista          | Equipo                  | Tiempo     |
| -------- | ----------------- | ----------------------- | ---------- |
| 1        | Rik van Looy      | Flandria-Faema-Clement  | 6h 43' 57" |
| 2        | Emile Daems       | Philco                  | + 25"      |
| 3        | Frans Schoubben   | Peugeot                 | m. t.      |
| 4        | Joseph Planckaert | Flandria-Faema-Clement  | m. t.      |
| 5        | Raymond Poulidor  | Mercier-BP-Hutchinson   | m. t.      |
| 6        | Jos Wouters       | Solo-Van Steenbergen    | + 2' 40"   |
| 7        | Frans Aerenhouts  | Mercier-BP-Hutchinson   | m. t.      |
| 8        | Jean Forestier    | Gitane-Geminiani-Leroux | m. t.      |
| 9        | Raymond Impanis   | Flandria-Faema-Clement  | m. t.      |
| 10       | Guido Carlesi     | Philco                  | + 2' 57"   |